# Frithjof Bergmann

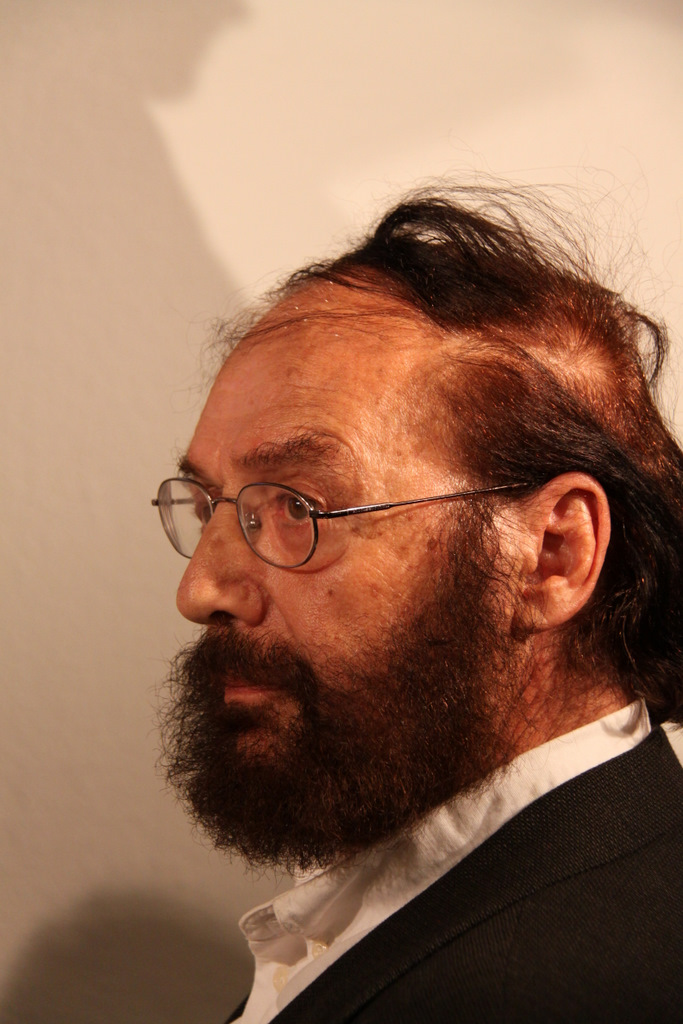
Frithjof Bergmann, 2009

Frithjof Harold Bergmann (* 24. Dezember 1930 in Weickelsdorf, Landkreis Weißenfels, Provinz Sachsen, Preußen; † 23. Mai 2021 in Ann Arbor, MI) war ein österreichisch-US-amerikanischer Sozialphilosoph und Anthropologe sowie Begründer der „New-Work“-Bewegung.

## Leben und Werk
Frithjof Bergmann war der zweite Sohn von Helmut Bergmann, einem evangelischen Pfarrer, und dessen Frau Else, geborene Graf. Er wuchs mit zwei Brüdern und zwei Schwestern auf. Um dem Aufstieg der Nationalsozialisten auszuweichen, übersiedelte die Familie um 1935/36 nach Hallstatt in Österreich. In Gmunden besuchte er das Gymnasium, wo er maturierte.
Die Familie wurde auf Grund der jüdischen Herkunft der Mutter ab 1938 schwer benachteiligt.Schließlich konnte seine Mutter nach vorgetäuschtem Selbstmord, bis zum Kriegsende ohne jeglichen Kontakt zu ihrer Familie, 1945 verkleidet als Krankenschwester der Deportation in ein Konzentrationslager entgehen. 
Da auch der Vater in Gefangenschaft geraten und schwer erkrankt war, war der Junge früh auf sich allein gestellt und arbeitete die meiste Zeit als Bauer auf dem Land. Diese Erfahrung inspirierte später auch die von ihm ersonnene Philosophie der Neuen Arbeit. Die Erfahrungen mit Faschismus und Krieg hatten in ihm Kampfgeist geweckt, und er überlegte früh, wie man die Welt besser machen könnte. Er hatte den Wunsch, das postfaschistische Europa zu verlassen, und gewann 1949, kurz vor der Matura, mit seinem Aufsatz Welt, in der wir leben wollen einen Wettbewerb der US-Botschaft in Österreich und damit ein Studienjahr in Oregon (USA).
Bergmann blieb nach dem Studienaufenthalt in den USA und arbeitete vorübergehend auch als Tellerwäscher, Preisboxer, Fließband- und Hafenarbeiter. Später schrieb er Theaterstücke und lebte fast zwei Jahre lang in Selbstversorgung auf dem Land bei New Hampshire. Er studierte Philosophie an der Universität Princeton, promovierte hier mit einer Arbeit über Hegel und erhielt Lehraufträge dort sowie an der Stanford-Universität, der University of Chicago und der University of Berkeley. 
Ab 1958 war er an der University of Michigan in Ann Arbor tätig, wo er den Lehrstuhl für Philosophie innehatte, später auch den für Kulturanthropologie. 1999 wurde er emeritiert.
Bergmann verfasste Publikationen über ökonomische, politische und kulturelle Themen und beriet Regierungen, Firmen, Gewerkschaften und Kommunen sowie auch Jugendliche und Obdachlose in Fragen der Zukunft der Arbeit und der Innovationsfreudigkeit. Ein großer Teil seiner Arbeit befasste sich mit Kindern und Jugendlichen. Seine Ansätze vertrat er in den USA und Europa, aber auch in den Ländern des globalen Südens.
Frithjof Bergmann starb im Mai 2021 im Alter von 90 Jahren und hinterließ zwei Töchter und einen Sohn.

## New Work
In den Jahren 1976 bis 1979 unternahm Frithjof Bergmann Reisen in die damaligen Ostblockstaaten. Dort begann durch die Erkenntnis, der real existierende Sozialismus habe keine Zukunft mehr, seine weitergehende Auseinandersetzung mit dem Kapitalismus. Dies führte ihn zu der Idee, ein Gegenmodell zu entwickeln, die Bewegung der „Neuen Arbeit“ (englisch New Work). 1981 oder 1984 gründete er in der Automobilstadt Flint in Michigan das Center for New Work (deutsch: Zentrum für Neue Arbeit) und beriet dort General Motors. Seitdem sind einige solcher Zentren in verschiedenen Ländern entstanden und New Work wurde zur Lebensaufgabe Frithjof Bergmanns.

### Thesen
Den Begriff der Freiheit kritisierend verstand Bergmann darunter nicht nur Entscheidungsfreiheit zwischen Alternativen, sondern Handlungsfreiheit. Da das „Job-System“ an seinem Ende sei, habe die Menschheit die Chance, sich von der Knechtschaft der Lohnarbeit zu befreien. Zentrale Werte der „Neuen Arbeit“ seien Selbstständigkeit, Freiheit und Teilhabe an Gemeinschaft. Diese solle aus drei etwa gleichen Teilen bestehen: Erwerbsarbeit, „smart consumption“ und „High-Tech-Self-Providing“ (Selbstversorgung auf höchstem technischem Niveau) sowie „Arbeit, die man wirklich, wirklich will“:
- Dagegen solle die durch fortschreitende Automatisierung in allen Wirtschaftsbereichen abnehmende Erwerbsarbeit der Industriegesellschaft für jeden gekürzt und die finanzielle Basis für Dinge geschaffen werden, die nicht durch Eigenarbeit oder nachbarschaftliche Netzwerke produzierbar sind.
- Doch könnten in naher Zukunft kooperativ betriebene Fabber die Eigenproduktion von Gütern übernehmen. Außerdem sollten sich die Menschen Gedanken darüber machen, was sie brauchen. So seien viele Produkte wenig sinnvoll, da ihr Gebrauch eher mehr Arbeit mache als einspare, etwa viele Knoblauchpressen, deren Reinigungsaufwand ihren Nutzen aufwiege.
- Wenn ein revolutionärer Prozess abgelehnt werde, könne die Veränderung nur nach und nach durch Menschen erfolgen, die sich an dem orientieren, „was sie wirklich, wirklich wollen“, und sich so allmählich unabhängiger machen. In so genannten Zentren für Neue Arbeit sollen Menschen gemeinsam mit den Mentoren ihre „Selbstunkenntnis“ überwinden und auf die Suche nach einer Arbeit in Übereinstimmung mit eigenen Wünschen, Hoffnungen, Träumen und Begabungen begeben. Diese soll schließlich das eigene Leben so verändern, dass man sich „lebendig(er)“ fühle.

## Veröffentlichungen
- Frithjof Bergmann: On Being Free. University of Notre Dame, 1977, ISBN 0-268-01492-2.
- Frithjof Bergmann: Neue Arbeit, Neue Kultur. Arbor, Freiburg 2004, ISBN 978-3-924195-96-0.[13]
- Frithjof Bergmann: Die Freiheit leben. Arbor, Freiburg 2005, ISBN 3-936855-03-X.
- gemeinsam mit Stella Friedmann: Neue Arbeit kompakt – Vision einer selbstbestimmten Gesellschaft. Arbor, Freiburg 2007. ISBN 978-3-924195-95-3

## Filmografie
- 1999: Professor Dr. Frithjof Bergmann Sozialphilosoph und Anthropologe im Gespräch mit Marion Glück-Lev. Sendung vom 25. Juni 1999 in der Reihe alpha-Forum – Prominente Persönlichkeiten im Gespräch von BR-alpha.[6]